# Matías Angelico
Matías Angelico (Mar del Plata, 18 de marzo de 1984) es un arquero argentino que jugó en el Club Atlético Aldosivi del Nacional B. 

## Trayectoria
En la temporada 2004/05 formó parte del plantel de Aldosivi que obtuvo el ascenso desde el Torneo Argentino A a la B Nacional. En esa categoría estuvo 4 temporadas siendo suplente, detrás de los arqueros Aldo Suárez, Horacio Del Carlo, Guillermo Álvarez, Jorge De Olivera, Joaquín Irigoytia, Pablo Campódonico y Darío Capogrosso, hasta que pudo debutar en el mayo de 2008 contra Atlético Rafaela entrando a los 39 minutos del PT por Darío Capogrosso lesionado, manteniendo su arco en cero. Luego de esa temporada estuvo una más en el plantel y dejó el club.